# Lárgatelep
Lárgatelep (románul: Larga), falu Romániában, Maros megyében.

## Története
Görgényszentimre község része. A trianoni békeszerződésig Maros-Torda vármegye Régeni alsó járásához tartozott.

## Népessége
2002-ben 125 lakosa volt, ebből 122 román és 3 magyar nemzetiségű.

## Vallások
A falu lakói közül 106-an ortodox, 5-en római katolikus hitűek és 14 fő adventista.